# Bager
Bager je univerzalni samohodni građevinski radni stroj sa širokim obimom izvođenja radnih zahvata u zemlji, kamenu i pod vodom. Neki od najčešćih radova su iskop, utovar materijala, prijenos i podizanje tereta, izrada nasipa i pokosa, grubo ravnanje i planiranje terena...
Osnovna karakteristika bagera je kupola koja se okreće za 360°. Kupola je montirana na podvozje koje je na gumenim kotačima ili čeličnim gusjenicama. Kod specijaliziranih bagera kupola može biti montirana na šinama (rad u šljunčarama, željeznici...), na plovnom objektu ili na koračajućem podvozju (koračajući bager).
Prema načinu prijenosa pogona na radne elemente bagere djelimo na mehaničke i hidraulične.